# Malcolm Elliott
Malcolm John Elliott (Sheffield, 1º luglio 1961) è un ex ciclista su strada e pistard britannico.

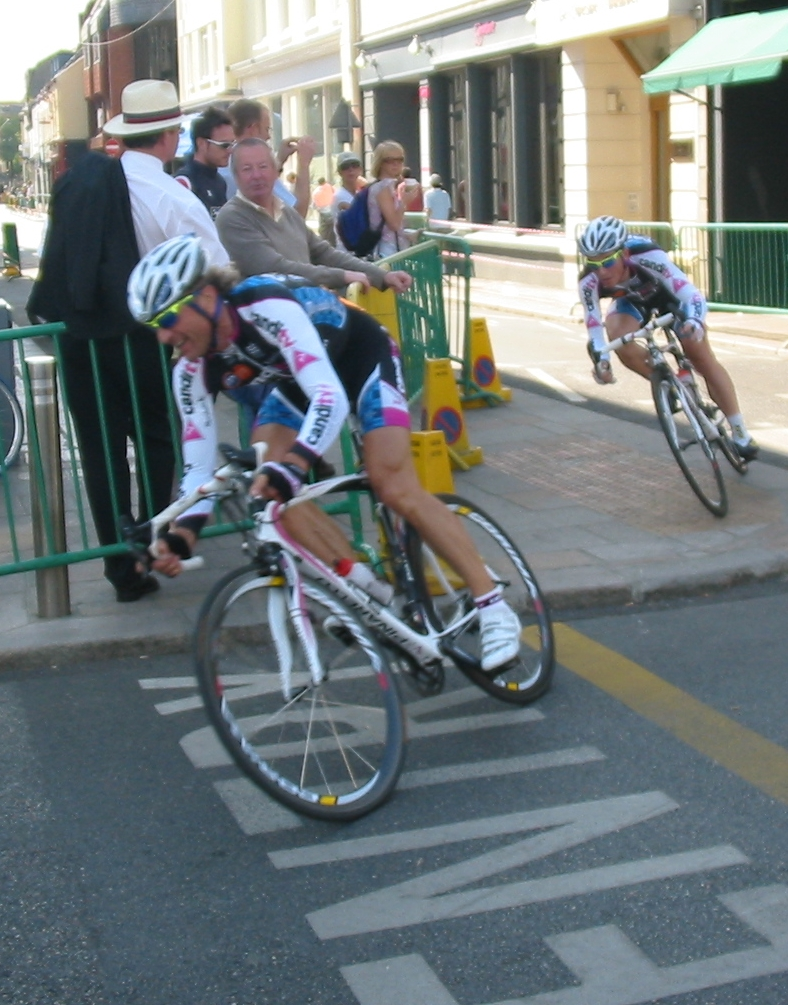
Malcolm Elliott nel Jersey Town Criterium 2009 in Saint Helier

Professionista dal 1984 al 1997, e poi di nuovo dal 2003 al 2011, conta la vittoria di tre tappe alla Vuelta a España, corsa in cui si aggiudicò anche la classifica a punti, e di un titolo nazionale.

## Carriera

### Dilettanti
Comincia a correre nel gruppo sportivo della sua città natale Sheffield e fin da ragazzo mette in mostra le sue capacità di velocista, dotato anche di buone capacità da cronoman.
Ben presto comincia a ottenere vittorie correndo per il Manchester Wheelers' Club ed entra nel giro delle nazionali giovanili britanniche con cui parteciperà nel 1980 ai Giochi olimpici di Mosca nella categoria della cronometro a squadre concludendola al quinto posto. Nel 1982 partecipa invece ai Giochi del Commonwealth di Brisbane, in cui si aggiudica due medaglie d'oro, sia nella cronometro a squadre che nella prova in linea.

### Il professionismo
Passato professionista nel 1984 con la Raleigh-Weinmann, continua a ottenere successi e piazzamenti in tappe e corse in linea, fra cui la classifica generale dell'Herald Sun Tour in Australia nel 1985 e il terzo posto nei campionati nazionali del 1984.
Nel 1987 passa alla ANC-Halfords, con cui vince la Milk Race. Con la stessa squadra partecipa per la prima volta a un Grande Giro, il Tour de France: riesce a terminare la corsa, e ottiene anche alcuni buoni piazzamenti come il terzo posto nella dodicesima tappa con arrivo a Bordeaux. In stagione ottiene anche un terzo posto in un'importante classica europea, l'Amstel Gold Race.
Nel 1988 passa alla Fagor-MBK, con cui vince il Kellogg's Tour cogliendo anche molti piazzamenti soprattutto in frazioni di corse a tappe spagnole; partecipa inoltre alla Vuelta a España, in cui vince la sua prima tappa in un Grande Giro, a Toledo, al termine di 244 km di corsa. I risultati conseguiti in Spagna gli fanno ottenere un contratto con la Teka, con cui nel 1989 vince ancora numerose tappe in brevi corse spagnole e con cui raggiunge i risultati più significativi di tutta la carriera, due vittorie di tappa e la classifica a punti alla Vuelta a España 1989 e due vittorie di tappa alla Volta Ciclista a Catalunya 1990.
Nel 1991 passa alla Seur, con cui prosegue i buoni risultati ottenuti gli anni precedenti, soprattutto e ancora in Spagna, fra gli altri vince il Trofeo Masferrer. Nel 1992 partecipa anche al suo primo ed unico Giro d'Italia dove però non si rende protagonista. Nel 1993 decide di correre per una formazione americana, ottiene molte vittorie in tappe criterium e classifiche generali ma quasi esclusivamente in America. Decide di ritirarsi dalle competizioni nel 1997.

### Ritorno alle corse
Nel 2003, all'età di quarantadue anni, decide di tornare alle competizioni ciclistiche, in una piccola squadra della Gran Bretagna. Nonostante l'età avanzata riesce ancora a vincere criterium e tappe di piccole competizioni britanniche ed irlandesi, fra cui la East Midlands International Cicle Classic, gara del calendario europeo UCI 2007. Nel 2011 a quasi cinquant'anni decide di appendere al chiodo per la seconda volta la bicicletta, diventando dirigente della formazione con la quale aveva corso gli ultimi anni, la Motorpoint.

## Palmarès
- 1980 (dilettanti)

Campionati inglesi di salita
- 1982 (dilettanti)

Giochi del Commonwealth, Prova in linea
Giochi del Commonwealth, Cronosquadre
- 1983 (dilettanti)

Lincoln International Grand Prix
Sealink Race
Tour of the Peak
Prologo Milk Race
4ª tappa, 2ª semitappa Milk Race
6ª tappa, 1ª semitappa Milk Race
7ª tappa Milk Race
9ª tappa Milk Race
10ª tappa Milk Race
12ª tappa Milk Race
- 1984

2ª tappa Sealink Race
7ª tappa Sealink Race
Classifica generale Sealink Race
1ª tappa Milk Race
9ª tappa Milk Race
2ª tappa Yorkshire Classic
1ª tappa Penn-Two Days
- 1985

1ª tappa Herald Sun Tour
2ª tappa Herald Sun Tour
12ª tappa Herald Sun Tour
16ª tappa Herald Sun Tour
Classifica generale Herald Sun Tour
1ª tappa Sealink Race
7ª tappa Sealink Race
Prologo Milk Race
11ª tappa Milk Race
- 1986

Classifica generale Kellog's Champ
3ª tappa, 2ª semitappa Milk Race
9ª tappa Milk Race
6ª tappa Herald Sun Tour
7ª tappa Herald Sun Tour
- 1987

Prologo Milk Race
1ª tappa Milk Race
2ª tappa Milk Race
3ª tappa Milk Race
5ª tappa Milk Race
Classifica generale Milk Race
2ª tappa Tour of Lancashire
Classifica generale Tour of Lancashire
1ª tappa Tour of Ireland
4ª tappa, 2ª semitappa Tour of Ireland
5ª tappa Tour of Ireland
4ª tappa Herald Sun Tour
- 1988

Grand Prix Saint-Étienne Loire
Prologo Tour of Britain
1ª tappa Tour of Britain
2ª tappa Tour of Britain
3ª tappa Tour of Britain
Classifica generale Tour of Britain
17ª tappa Vuelta a España
3ª tappa Vuelta a Aragón
14ª tappa Herald Sun Tour
- 1989

Tour of North East Derbyshire
2ª tappa, 2ª semitappa Vuelta a España (Vigo > Orense)
10ª tappa Vuelta a España (Vinaròs > Lérida)
Prologo Setmana Catalana
1ª tappa Setmana Catalana
5ª tappa Setmana Catalana
3ª tappa Trofeo Castilla y León
5ª tappa Trofeo Castilla y León
1ª tappa Vuelta a Galicia
4ª tappa Vuelta a Burgos
Prologo Tour of Britain
- 1990

1ª tappa Derbyshire Tour
Classifica generale Derbyshire Tour
1ª tappa Volta Ciclista a Catalunya
3ª tappa Volta Ciclista a Catalunya
1ª tappa Vuelta al País Vasco
1ª tappa Vuelta a Galega
1ª tappa Vuelta a Cantabria
1ª tappa Tour of Britain
3ª tappa Tour of the Americas
5ª tappa Tour of the Americas
6ª tappa Tour of the Americas
- 1991

Trofeo Masferrer
1ª tappa Celtic Challenge
2ª tappa Celtic Challenge
Classifica generale Celtic Challenge
3ª tappa 1ª semitappa Troféu Joaquim Agostinho
6ª tappa Troféu Joaquim Agostinho
- 1992

4ª tappa Vuelta a los Valles Mineros
5ª tappa Volta ao Alentejo
- 1993

Campionati britannici, Prova in linea
Atlanta Grand Prix
First Union Grand Prix
2ª tappa Redlands Bicycle Classic
Classifica generale Redlands Bicycle Classic
6ª tappa Tour DuPont
2ª tappa West Virginia Classic
1ª tappa Tour of Bisbee
2ª tappa Tour of Bisbee
- 1994

Atlanta Grand Prix
First Union Grand Prix
Prologo Redlands Bicycle Classic
Classifica generale Redlands Bicycle Classic
1ª tappa Tucson Bicycle Classic
2ª tappa Tucson Bicycle Classic
3ª tappa Tucson Bicycle Classic
Classifica generale Tucson Bicycle Classic
3ª tappa Killington Stage Race
4ª tappa Killington Stage Race
4ª tappa West Virginia Classic
- 1995

Prologo Pine Flat Road Race
Classifica generale Pine Flat Road Race
1ª tappa Killington Stage Race
4ª tappa Killington Stage Race
4ª tappa Tour DuPont
4ª tappa Redlands Bicycle Classic
- 1996

Classifica generale Killington Stage Race
- 2003

Stan Robson Trophy
Havant International Grand Prix
Mike Binks Memorial
- 2004

3ª Girvan Three Days Cycle Race
4ª Girvan Three Days Cycle Race
Classifica generale Girvan Three Days Cycle Race
5ª tappa FBD Insurance Rás
8ª tappa FBD Insurance Rás
- 2005

Beaumont Trophy
Mike Binks Memorial
4ª tappa FBD Insurance Rás
- 2006

Jock Wadley Memorial RR
- 2007

East Midlands International Cicle Classic

### Altri successi
- 1983

Premier Calendar Road Series (criterium)
- 1984

Criterium di Bashall Eaves
Criterium di Birmingham
Criterium di Norwich
Criterium di Sheffield
Criterium di Nottingham
- 1985

Criterium di Barnsley
Criterium di Brighton
Criterium di Glossop
Criterium di Hastings
Criterium di Peterborough
Criterium di Stockton-on-Tees
Criterium di Winster
Criterium di Wolverhampton
Criterium di Milton Keynes
- 1986

Criterium di Dublino
Criterium di Cardiff
Criterium di Eastway
Criterium di Leeds
Criterium di Manchester
Criterium di March Haare Meeting
Criterium di Northampton
- 1987

Criterium di Harrogate
Criterium di Sheffield
Criterium di Woodkirk
- 1988

Criterium di Vouneuil-sous-Biard
Criterium di Cork
Criterium di Newcastle
- 1989

Classifica a punti Vuelta a España
Criterium di Derbyshire
Criterium di Dronfield
- 1990

Criterium di Cleethorpes
Criterium di Newcastle
Criterium di Northampton
Criterium di Toledo
- 1991

Criterium di Clegthorpes
- 1992

.Criterium di Aberdeen
- 1993

Athens Twilight Criterium
Criterium di Bisbee
- 1994

Criterium di Visalia
Criterium di Cucamonga
Criterium di Long Beach
- 1995

Manhattan Beach Grand Prix (criterium)
Criterium di Santa Rosa
Criterium di Long Beach
Criterium di Pine Flat
Criterium di Jackson
- 1996

Criterium di Jackson
Criterium di Santa Rosa
Criterium di Long Pond
Manhattan Beach Grand Prix (criterium)
- 1997

Criterium di Jackson
- 1998

Criterium di Jackson
- 2006

Criterium di Hillingdon
- 2007

Criterium di Newport
- 2008

Criterium di Brighouse

## Piazzamenti

### Grandi Giri
- Giro d'Italia

1992: 115º
- Tour de France

1987: 94º
1988: 90º
- Vuelta a España

1988: 76º
1989: 90º
1990: 116º
1991: 51º
1992: 115º

### Classiche monumento
- Milano-Sanremo

1988: 57º

### Competizioni mondiali
- Campionati del mondo

Giavera del Montello 1985 - In linea: ritirato
Ronse 1988 - In linea: ritirato
Stoccarda 1991 - In linea: 49º
Benidorm 1992 - In linea: ritirato
Oslo 1993 - In linea: ritirato
- Giochi olimpici

Mosca 1980 - In linea: 7º
Atlanta 1996 - In linea: 79º